# Tokmok
Tokmok (kirgisisch Токмок; russisch Tokmak) ist eine Stadt im Norden von Kirgisistan. Sie liegt am Südufer des Flusses Tschüi, der hier die Grenze zu Kasachstan bildet. Im Jahr 2022 zählte Tokmok 73.433 Einwohner.

## Geschichte
Tokmok wurde um 1830 als militärischer Stützpunkt des zentralasiatischen Khanats von Kokand gegründet. Nur dreißig Jahre später wurde es im Zuge der zaristischen Kolonialbesetzung Zentralasiens von russischen Truppen erobert, die das Fort zerstörten. Die heutige Stadt geht auf die Gründung einer russischen Ansiedlung im Mai 1864 durch Generalmajor Michail Grigorjewitsch Tschernjajew an gleicher Stelle zurück, die zur Hauptstadt des Ujesds Tokmak wurde.
1878 wurde Tokmak von einer Flut schwer beschädigt, weshalb das Verwaltungszentrum nach Pischpek (heute Bischkek) verlegt wurde. Nach der Oktoberrevolution in Petrograd wurde Tokmak eine Hochburg der Bolschewiki. Nachdem die Rote Armee den Russischen Bürgerkrieg gewonnen hatte, wurde in Tokmak die Industrie ausgebaut. Die Stadt wurde zu dem drittwichtigsten Industriezentrun der Kirgisischen SRR bzw. später der Kirgisischen Republik.

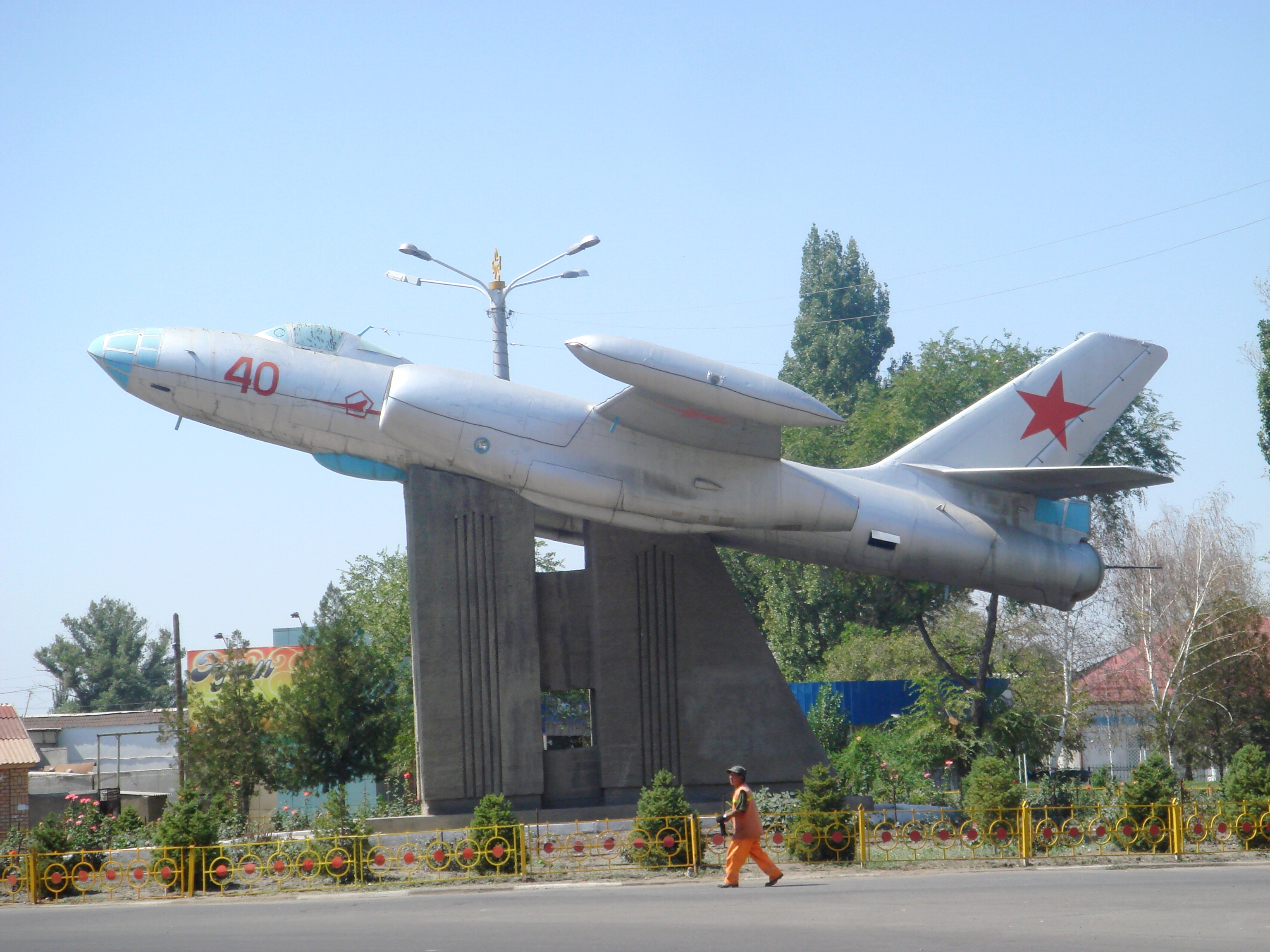
Monument mit Iljuschin Il-28-Bomber an der Leninstraße in Tokmok

Zu Zeiten der Sowjetunion befand sich auf dem Flugplatz unmittelbar östlich der Stadt eine große Luftwaffenbasis, auf der insbesondere Kampfpiloten aus osteuropäischen, arabischen und afrikanischen Staaten ausgebildet wurden. An diese Zeit erinnert noch heute ein großes Monument mit einem Iljuschin Il-28-Bomber in der Mitte der Stadt.
Von 2003 bis zum 19. April 2006 war die Stadt Verwaltungssitz des Gebietes Tschüi.

## Religion

### Islam
Die größte und wichtigste Religion ist der sunnitische Islam. Es gibt mehrere Moscheen.

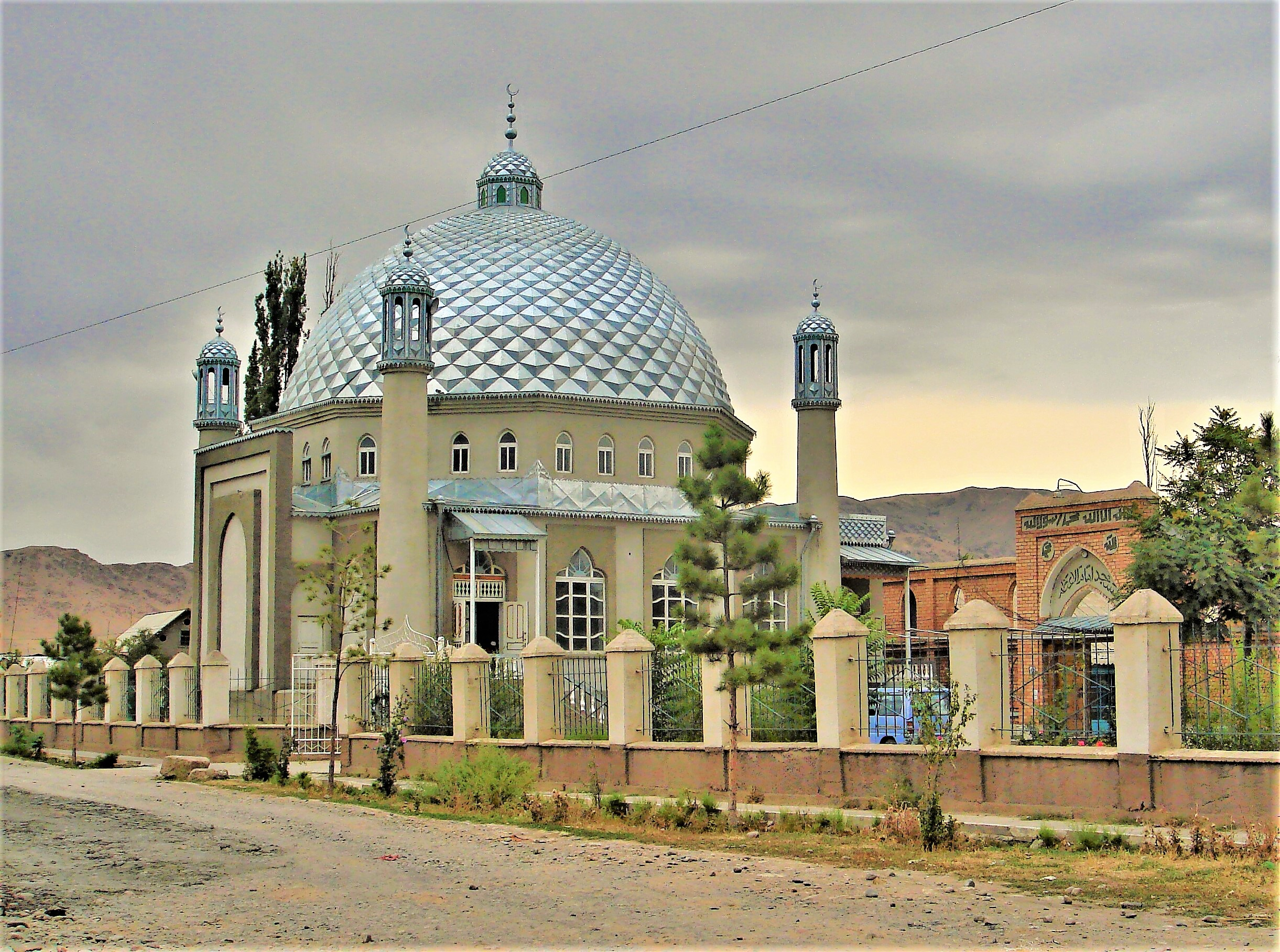
Eine Moschee in Tokmok

### Christentum

#### Evangelisch-lutherische Kirche
In Tokmok gab es in der Sowjetzeit bereits eine größere Gemeinde. Sie gehört heute zur Evangelisch-Lutherischen Kirche in der Kirgisischen Republik (ELKKR). Ihr Bestand scheint – trotz zahlreicher Ausreisewellen – gesichert.

#### Russisch-orthodoxe Kirche
In der Stadt gibt es eine russisch-orthodoxe Kirche des Moskauer Patriarchats, die Kirche im Namen des Heiligen Großmärtyrers Georg dem Siegreichen.

## Wirtschaft
Die Stadt ist Standort von Dienstleistungs- und Industriebetrieben, hat aber seit der Auflösung der Sowjetunion viele Arbeitsplätze und Einwohner verloren. Während 1989 noch mehr als 73.000 Menschen in Tokmok lebten und die Stadt damit die drittgrößte des Landes war, waren es im Jahre 2009 nur noch etwas mehr als 53.000 und Tokmok fiel auf die fünfte Stelle zurück.
Der Glashersteller Interglass LLC befindet sich in Tokmok und produziert rund 200.000 Tonnen pro Jahr.

## Verkehr
Die Stadt liegt an der Nationalstraße A 365 und der Bahnstrecke Bischkek–Balyktschy.

## Sehenswürdigkeiten

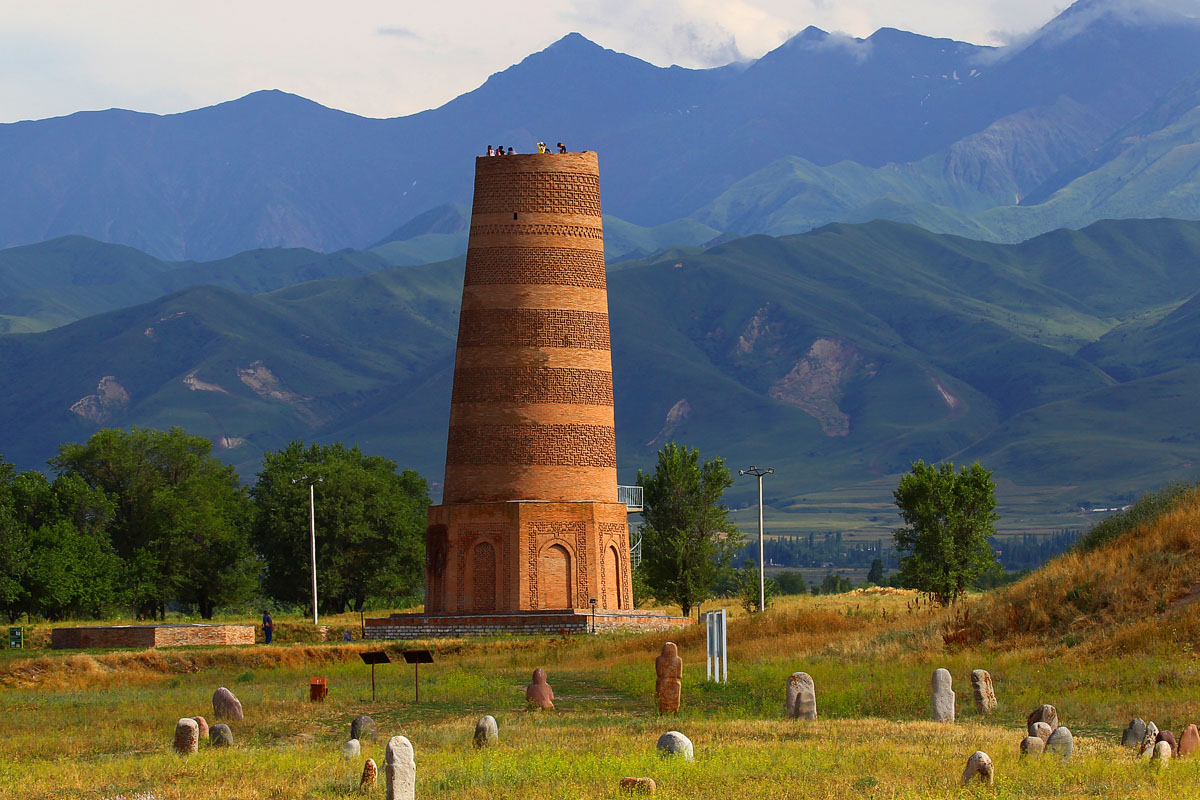
Der Burana-Turm vor dem Hintergrund der kirgisischen Gebirgskette.

Etwa 15 km südlich der Stadt steht der Burana-Turm, ein Monument aus dem 11. Jahrhundert, auf dem Gelände einer ehemaligen Stadtanlage, die als Balasagun vermutlich ein Hauptort der Sogdier und später für einige Zeit die Hauptstadt der Karachaniden war, von der heute jedoch nur noch ein großer Erdhügel geblieben ist. Daneben befindet sich eine Ansammlung von mittelalterlichen Grabsteinen (sog. „Bul-Bul“- oder „Bal-Bal“-Steine). Im Umfeld von sowjetischen Archäologen ausgegrabene skythische Funde sind in Museen in Bischkek und Sankt Petersburg ausgestellt. Nahe der Stadt befindet sich eine umfangreiche Ruinenstätte, Ak-Beschim, mit Ruinen aus dem 6. bis 8. Jahrhundert nach Christus. Sie gehört, wie auch Balasagun, zum UNESCO-Welterbe.

## Söhne und Töchter der Stadt
- Chalil Rachmatulin (1909–1988), sowjetisch-kirgisischer Physiker
- Abdulla Babachanow (1910–1992), sowjetisch-usbekischer Architekt und Pädagoge
- Alexander Kosenkow (* 1977), deutscher Leichtathlet
- Maija Manesa (* 1985), kasachische Gewichtheberin
- Athanasius Schneider (* 1961), römisch-katholischer Weihbischof
- Dennis Wolf (* 1978), deutscher Bodybuilder
- Dmitri Jurjewitsch Biwol (* 1990), kirgisischer Profiboxer
- Dschochar Zarnajew (* 1993), US-amerikanischer Terrorist